# Корнева Грива
Корнева Грива  — упразднённый посёлок на территории Щегловского сельского поселения Всеволожского района Ленинградской области.

## История
Посёлок крестьян-арендаторов Корнева Грива возник в конце XIX века на землях действительного статского советника, барона В. А. Ренненкампфа в лесном массиве на южном берегу болота Гладкого.

КОРНЕВСКИЕ ГРИВКИ — посёлок арендаторов землевладельца Ренненкампфа при просёлочной дороге, при Чёрной речке, 8 дворов, 16 м. п., 16 ж. п., всего 32 чел. (1896 год)

В конце XIX — начале XX века посёлок административно входил в состав Рябовской волости 2-го стана Шлиссельбургского уезда Санкт-Петербургской губернии.
По данным 1905 года посёлок назывался Корневская Гривка и относился к 4-му земскому участку. 
Упоминание посёлков Корнева Грива есть на Военно-топографической карте Шлиссельбургского уезда 1901 года, карте Санкт-Петербургской губернии 1913 года издания, съёмка которой проводилась в 1890—1895 годах с уточнениями 1909 года, а также на карте Петроградской губернии 1914—1917 годов.
По данным Рябовского продовольственного комитета на начало 1918 года жители хутора Корнева Грива учитывались совместно с деревней Корнево.
Согласно подворно-учётной ведомости Рябовской волости за 1920 год на хуторе Корнева Грива проживали две семьи: Варрис и Тимофеевых. У каждой семьи была одна лошадь, две коровы и две десятины пахотной земли. В каждой семье было по шесть «едоков».

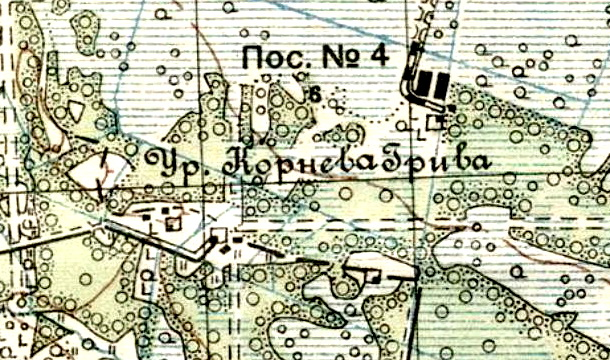
Посёлок Корнева Грива на карте 1931 года.

Согласно военно-топографическим картам РККА 1931 и 1940 годов посёлок Корнева Грива насчитывал 3 крестьянских двора. 

Посёлок Корнева Грива на карте 1940 года.

Согласно документам избирательной комиссии на выборах в Верховные Советы союзных и автономных республик СССР 1955 года посёлок назывался Гривки.
Посёлок был покинут жителями в 1959 году.
На картах 1980-х годов не обозначен.
Сейчас — урочище Корнева Грива.